# President’s Cup (Handball)
Der President’s Cup im Handball ist ein innerhalb von kontinentalen und interkontinentalen Wettbewerben für Handball-Nationalmannschaften ausgerichtetes Turnier.

## Wettbewerb
Der Name President’s Cup (deutsch etwa: Präsidentenpokal) resultiert daraus, dass der Pokal vom jeweiligen Präsidenten des ausrichtenden Verbands gestiftet wird. So gilt der Präsident der Internationalen Handballföderation, Hassan Moustafa, als „Erfinder“ des President’s Cup.
Während die in den Vorrundenspielen für die weiterführenden Runden (Hauptrunde, Finalspiele) qualifizierten Teams dort weiter antreten, soll den ausgeschiedenen Teams mit dem President’s Cup die Möglichkeit gegeben werden, sich mit anderen, ähnlich leistungsstarken Mannschaften bei einem Großturnier zu messen.
Der erste President’s Cup bei einer Weltmeisterschaft der Männer wurde beim Turnier 2007 in Deutschland ausgetragen, der erste bei einer Weltmeisterschaft der Frauen beim Turnier 2007 in Frankreich. Ein President’s Cup wird auch bei der Afrikameisterschaft der Männer ausgetragen.

## Gewinner des President’s Cup
Abhängig von der Zahl der Teilnehmer an den Weltmeisterschaften und dem Austragungsmodus war der President’s Cup mit unterschiedlichen Gesamtplatzierungen verbunden.
| Jahr | Weltmeisterschaft der Männer | Weltmeisterschaft der Frauen |
| ---- | ---------------------------- | ---------------------------- |
| 2007 | Norwegen (13.)               | Ukraine (13.)                |
| 2009 | Spanien (13.)                | Schweden (13.)               |
| 2011 | Südkorea (13.)               | Deutschland (17.)            |
| 2013 | Algerien (17.)               | Tunesien (17.)               |
| 2015 | Tschechien (17.)             | Volksrepublik China (17.)    |
| 2017 | Polen (17.)                  | Polen (17.)                  |
| 2019 | Katar (13.)                  | Frankreich (13.)             |
| 2021 | Tunesien (25.)               | Angola (25.)                 |
| 2023 | Tunesien (25.)               | Island (25.)                 |
| 2025 | Polen (25.)                  | n. n.                        |
| 2027 | n. n.                        | n. n.                        |